# Saint Arnold Brewing Company
A Saint Arnold Brewing Company é uma cervejaria em Houston, Texas, EUA, em homenagem a um santo padroeiro da fabricação de cerveja, Santo Arnulfo de Metz. Foi fundada em 1994 por Brock Wagner e Kevin Bartol, graduados na Rice University. A cervejaria oferece passeios todos os dias úteis e tardes de sábado, o que atraiu muitos seguidores. Saint Arnold ganhou inúmeros prêmios nacionais e internacionais, incluindo a Cervejaria Média do Ano de 2017.

## História
A Saint Arnold Brewing Company foi fundada em 1994 e estava originalmente localizada no lado noroeste de Houston. Operou fora desse local por mais de quinze anos. Brock Wagner, um residente de Southgate em Houston e um graduado da Universidade de Rice, fundou a empresa e, a partir de 2003, é proprietário.

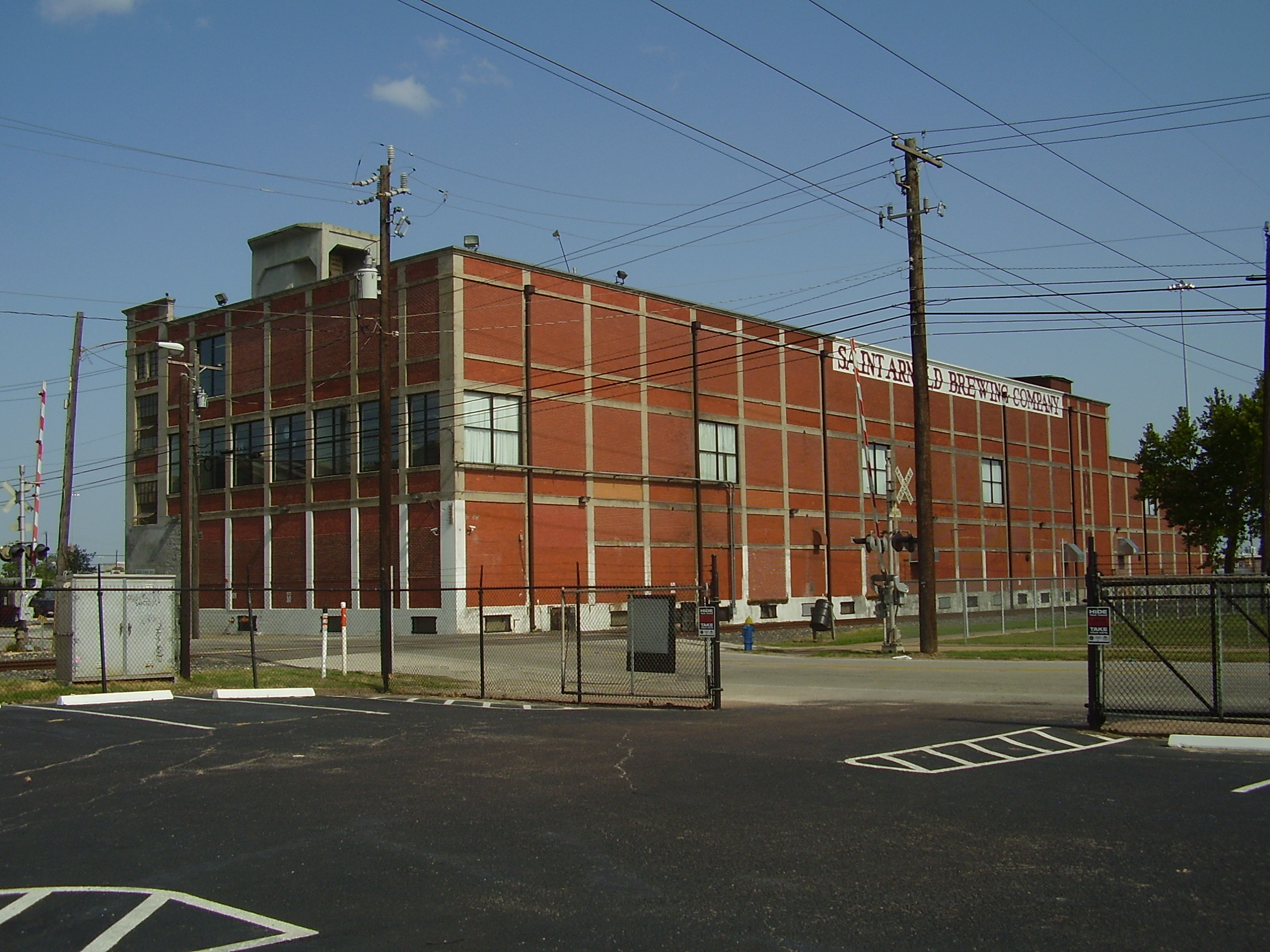
A fábrica da Saint Arnold Brewing Company, o antigo prédio do Departamento de Serviços de Alimentação do Distrito Escolar Independente de Houston

Em 2008, St. Arnold anunciou que planejava mudar de suas instalações no noroeste de Houston para uma nova instalação no distrito de Northside, ao norte de Downtown Houston.  Em 2009, a empresa havia adquirido 104 000 pés quadrados (9 700 m2) edifício de tijolos de metro quadrado, construído em 1914, que mais recentemente serviu de instalação de serviços de alimentação para o Distrito Escolar Independente de Houston. A localização proeminente da nova cervejaria na rodovia foi fundamental para sua seleção. Esperava-se que o esforço de renovação levasse um ano para ser concluído e custasse um total de quase US $ 6 milhões. Devido a eventos imprevistos, como o roubo de tubos de cobre do edifício, a mudança foi adiada e não foi concluída até a primavera de 2010.  
Uma nova rodada de investimentos para ajudar a financiar a nova cervejaria deu a 100 investidores 30% da empresa, com um investimento médio de US $ 25.000 cada. St. Arnold também recebeu um empréstimo bancário da Small Business Administration a uma taxa de juros de 4,17% ao longo de 20 anos. A cervejaria previa a produção de mais de 30.000 barris em 2010, ante 26.000 barris em sua localização anterior. A capacidade máxima da nova cervejaria é superior a 100.000 barris. Em 2018, a empresa abriu um jardim de cerveja anexo à cervejaria com uma taberna, restaurante e loja de presentes.
Em 2019, eles fizeram uma aposta contra o DC Brau , com sede em Washington, DC, no qual o vencedor da World Series recebe as cervejas de assinatura do perdedor, além de outras coisas da sala do barril. Eles perderam.

## Marketing
A cervejaria conta com marketing de guerrilha, visitas a cervejarias e email marketing para expandir seus negócios. Possui uma lista de e-mail de 30.000 pessoas e administrou programas inovadores, como leiloar direitos de nomenclatura para seus navios no eBay.

## Programa de reciclagem
A cervejaria oferece um programa incomum de reciclagem, através do qual transportadoras de garrafas utilizáveis podem ser trocadas por mercadorias promocionais. 200.000 transportadores de garrafas podem ser trocados pelo Bentley oficial de St. Arnold em 1957.